# Кира (приток Вяды)
Кира (латыш. Kira) — река в Латвии и России (в Пыталовском районе и по границе с Палкинским районом Псковской области).
Устье реки находится в 16 км от устья реки Вяды по правому берегу. Длина реки составляет 60 км (по латвийским данным — 59), площадь водосборного бассейна — 295,4 км² (из них в Латвии — 276,8 км²). В 25 км от устья впадает правый приток Тростянка.

## Данные водного реестра
По данным государственного водного реестра России относится к Балтийскому бассейновому округу, водохозяйственный участок реки — Великая. Относится к речному бассейну реки Нарва (российская часть бассейна).
Код объекта в государственном водном реестре — 01030000212102000028907.